# Список овочів
Це список овочевих рослин, які використовуються в кулінарії.

## Листові овочі та салати
- Щириця (Amaranthus cruentus)
- Рукола (Eruca sativa)

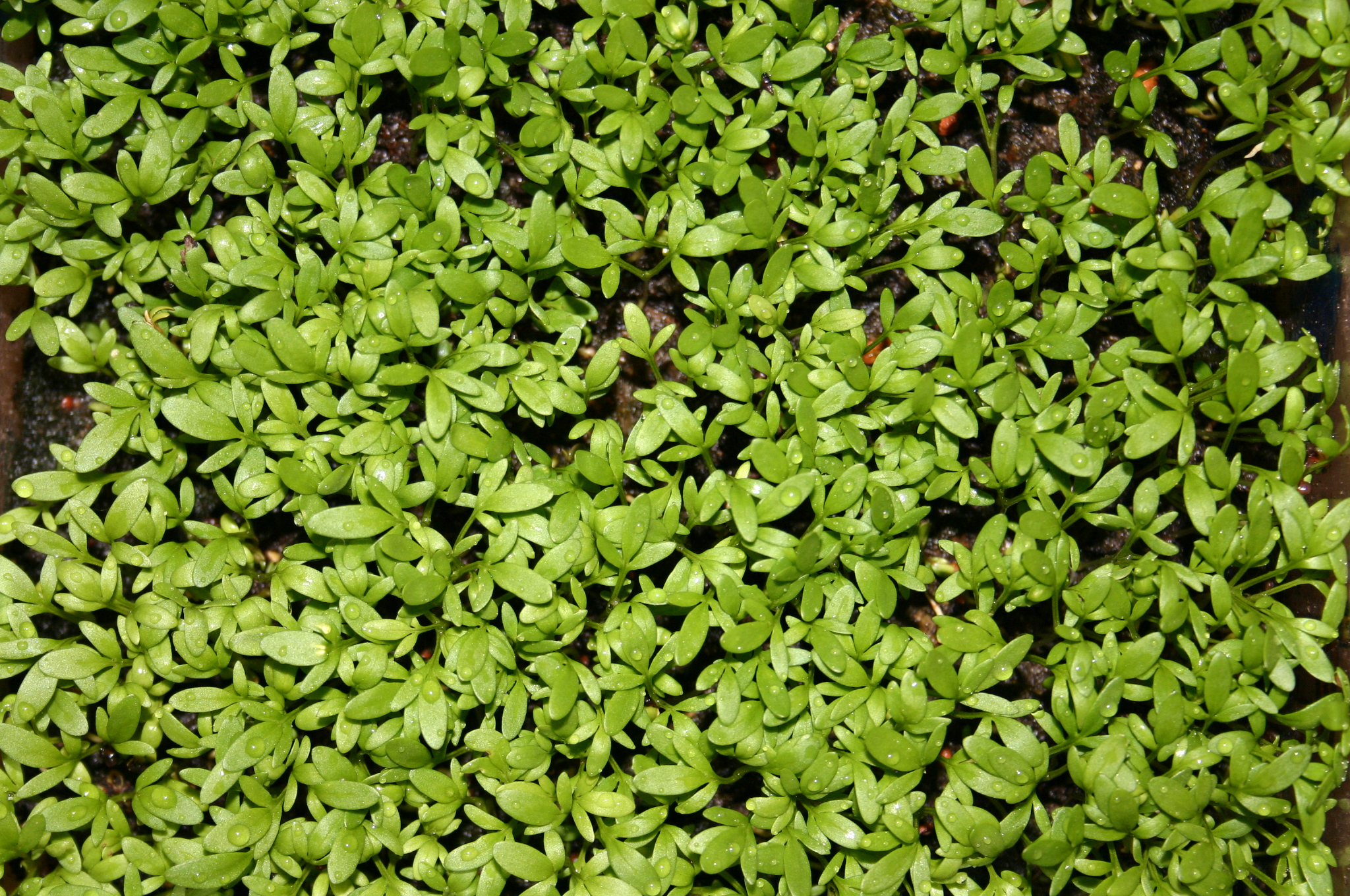
Кресс-салат

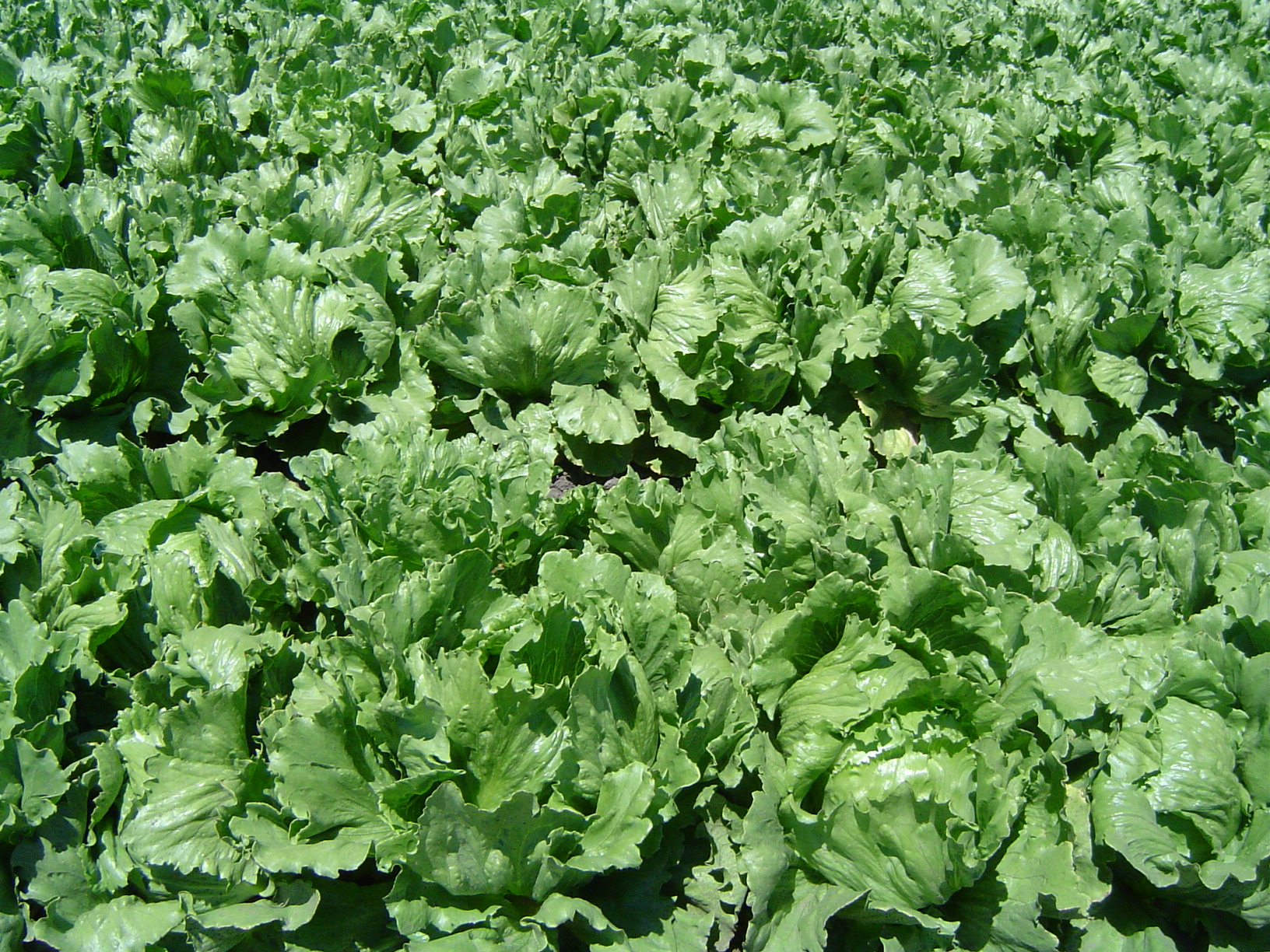
Льодовий салат на полі

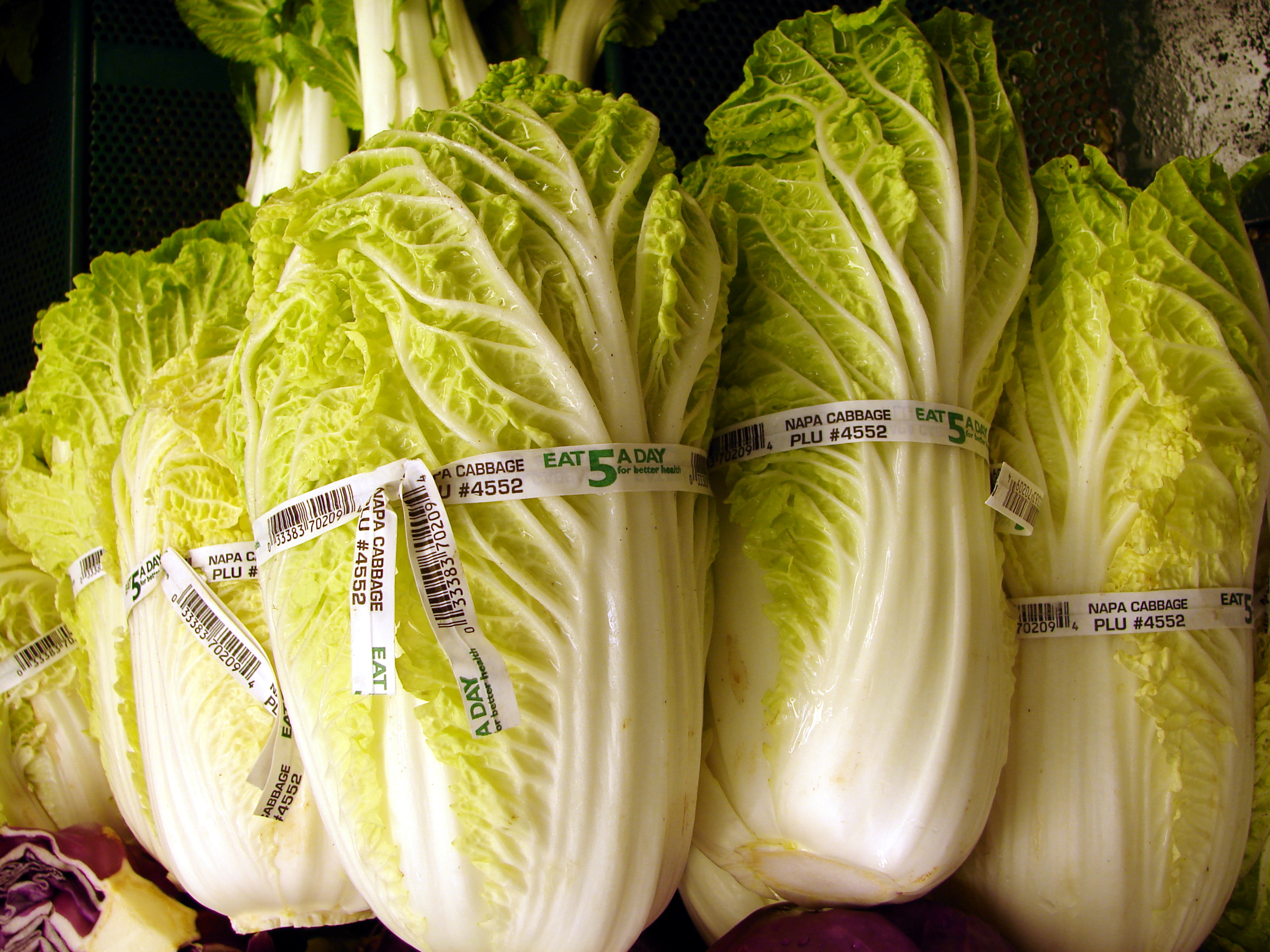
Капуста пекінська

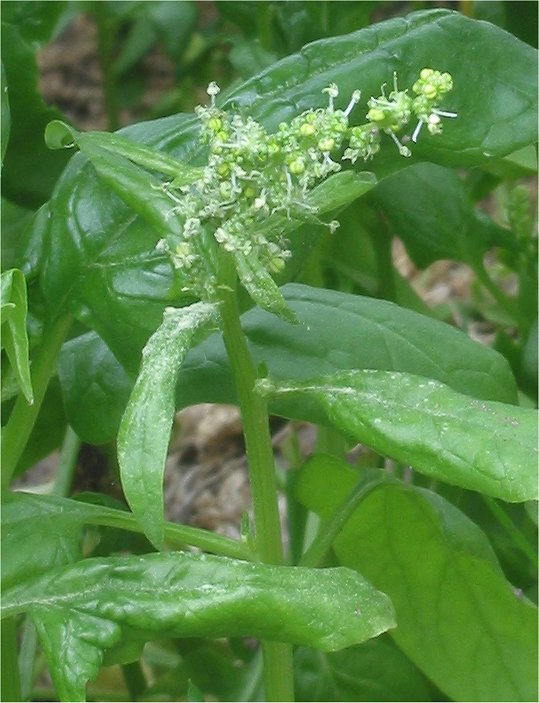
Квіти шпинату

- Капуста пекінська (Brassica rapa subsp. pekinensis)
- Огірочник (Borago officinalis)
- Broccoli Rabe[en] (Brassica rapa subsp. rapa)
- Брюссельська капуста (Brassica oleracea var. gemmifera)
- Капуста білоголова (Brassica oleracea var. capitata)
- Поросинець коренистий (Hypochaeris radicata)
- Селера (Apium graveolens)
- Celtuce[en] (Lactuca sativa var. asparagina)
- Chaya[en] (Cnidoscolus aconitifolius subsp. aconitifolius)
- Цикорій салатний (Cichórium endívia)
- Листова капуста (Brassica oleracea)
- Портулак городній (Portulaca oleracea)
- Мласкавець салатний (Valerianella locusta)
- Кресс-салат (Lepidium sativum)
- Кульбаба (Taraxacum officinale)
- Кріп (Anethum graveolens)
- Лобода (Chenopodium album)
- Рахіси папороті (Pteridium aquilinum, Athyrium esculentum)
- Fluted pumpkin[en] (Telfairia occidentalis)
- Golden samphire[en] (Inula crithmoides)
- Лобода доброго Генріха (Chenopodium bonus-henricus)
- Подорожник великий (Plantago major)
- Kai-lan[en] (Gai Lan 芥蘭 Brassica rapa)
- Капуста Кейл (Brassica oleracea)
- Комацуна (Brassica rapa)
- Баобаб (Adansonia spp.)
- Lagos bologi[en] (Talinum fruticosum)
- Мласкавець салатний (Valerianella locusta)
- Суріпиця весняна (Barbarea verna)
- Латук (Lactuca sativa)
- Базелла (Basella alba)
- Melokhia[en] (Corchorus olitorius, Corchorus capsularis)
- Miner's Lettuce[en] (Claytonia perfoliata)
- Зелень мізуни (Brassica rapa)
- Гірчиця (Sinapis alba)
- Тетрагонія (Tetragonia tetragonioides)
- Спілантес (Acmella oleracea)
- Горох листки/стручки (Pisum sativum)
- Radicchio[en] (Cichorium intybus)
- Критмій морський (Crithmum maritimum)
- Катран морський (Crambe maritima)
- Щавель (Rumex acetosa)
- Шпинат (Spinacia oleracea)
- Мангольд (Beta vulgaris subsp. cicla var. flavescens)
- Tatsoi[en] (Brassica rapa Rosularis group)
- Турнепс зелень (Brassica rapa)
- Водяний крес (Nasturtium officinale)
- Ipomoea aquatica (Ipomoea aquatica)
- Паростки пшениці (Triticum aestivum)

## Плоди
- Авокадо (Persea americana)
- Овочевий перець (Capsicum annuum)
- Момордика (Momordica charantia)
- Чайот (Sechium edule)
- Огірок (Cucumis sativus)

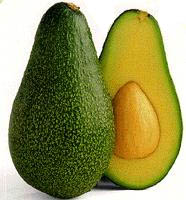
Авокадо

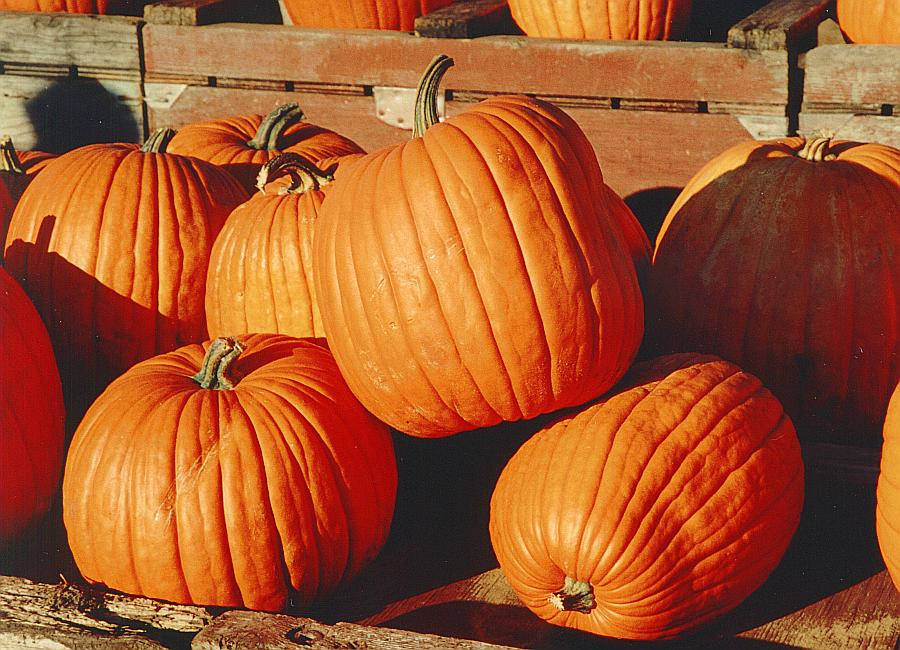
Гарбуз

- Coccinia grandis (Coccinia grandis)
- Баклажан (Solanum melongena)
- Люффа (Luffa cylindrica)
- Маслина (Olea europaea)
- Гарбуз (Cucurbita spp.)
- Стручковий перець (Capsicum annuum Grossum)
- Tinda[en] (Praecitrullus fistulosus)
- Фізаліс (Physalis)
- Помідор (Solanum lycopersicum var)
- Ангурія (Cucumis anguria)
- Бенінказа (Benincasa hispida)
- Кабачок (Cucurbita pepo)

## Квіти та квіткові бутони

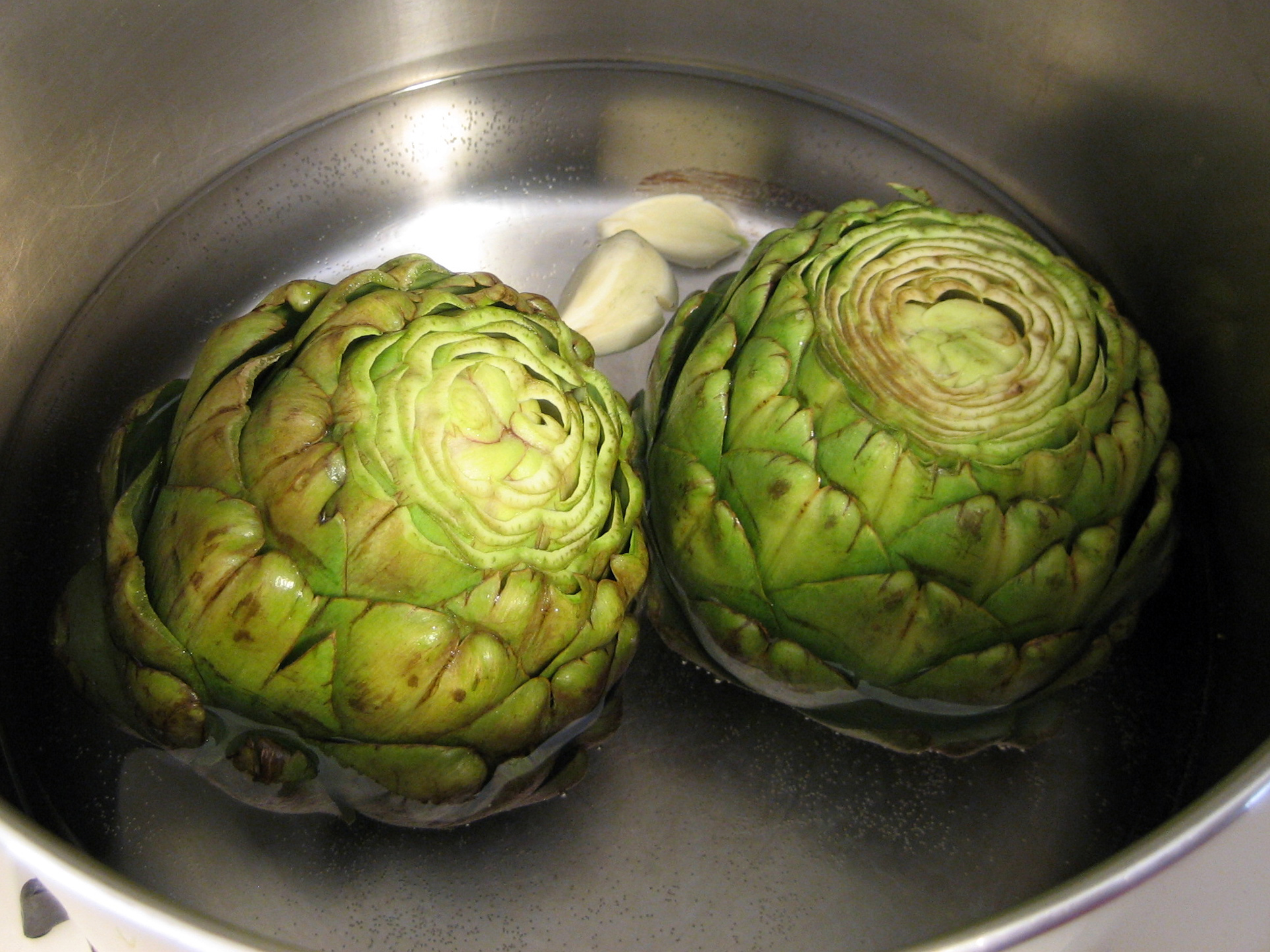
Артишок

- Артишок (Cynara cardunculus, C. scolymus)
- Броколі (Brassica oleracea)
- Каперси (Capparis spinosa)
- Капуста цвітна (Brassica oleracea)
- Квітки цукіні та кабачка (Cucurbita spp.)

## Бобові
- Apios americana (Apios americana)
- Адзукі (Vigna angularis)

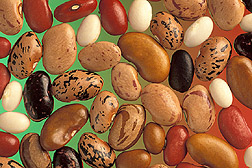
Різноманіття сухої квасолі

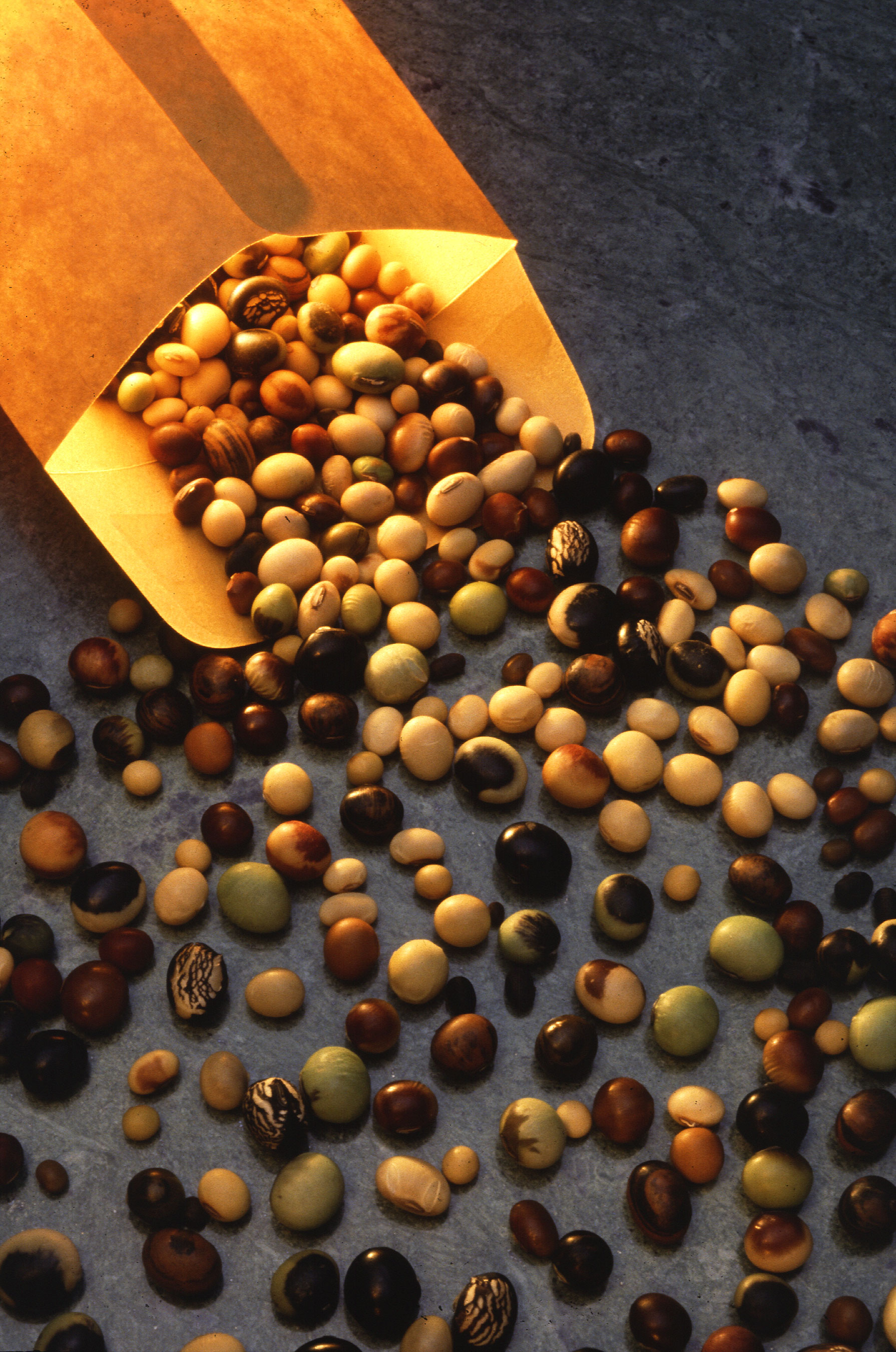
Сорти сої використовуються для багатьох цілей

- Black-eyed pea[en] (Vigna unguiculata subsp. unguiculata)
- Нут (Cicer arietinum)
- Квасоля звичайна (Phaseolus vulgaris)
- Біб (Vicia faba)
- Спаржева квасоля (Phaseolus vulgaris)
- Гуаровий біб (Cyamopsis tetragonoloba)
- Horse gram[en] (Macrotyloma uniflorum)
- Чина посівна (Lathyrus sativus)
- Сочевиця (Lens culinaris)
- Phaseolus lunatus[en] (Phaseolus lunatus)
- Moth bean[en] (Vigna acontifolia)
- Боби мунг (Vigna radiata)
- Бамія (Abelmoschus esculentus)
- Горох (Pisum sativum)
- Арахіс (Arachis hypogaea)
- Cajanus cajan (Cajanus cajan)
- Ricebean[en] (Vigna umbellata)
- Runner bean[en] (Phaseolus coccineus)
- Горох цукровий (Pisum sativum var. macrocarpon)
- Snow pea[en] (Pisum sativum var. saccharatum)
- Соя (Glycine max)
- Lupinus mutabilis[en] (Lupinus mutabilis)
- Tepary bean[en] (Phaseolus acutifolius)
- Урад (Vigna mungo)
- Mucuna pruriens (Mucuna pruriens)
- Psophocarpus tetragonolobus (Psophocarpus tetragonolobus)
- Yardlong bean[en] (Vigna unguiculata subsp. sesquipedalis)

## Цибулинні та стеблові овочі
- Спаржа (Asparagus officinalis)

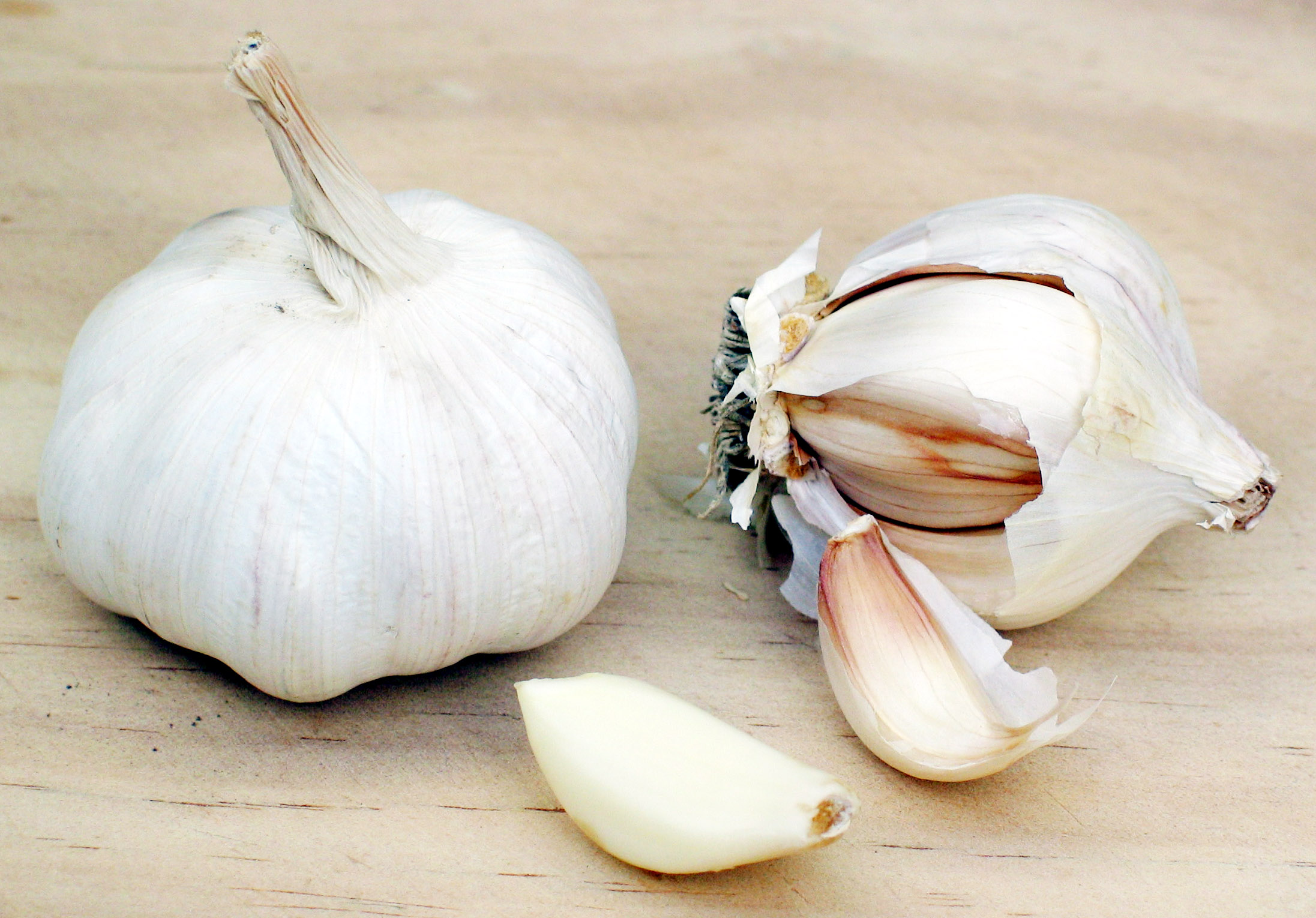
Головка часнику та відокремлені зубчики

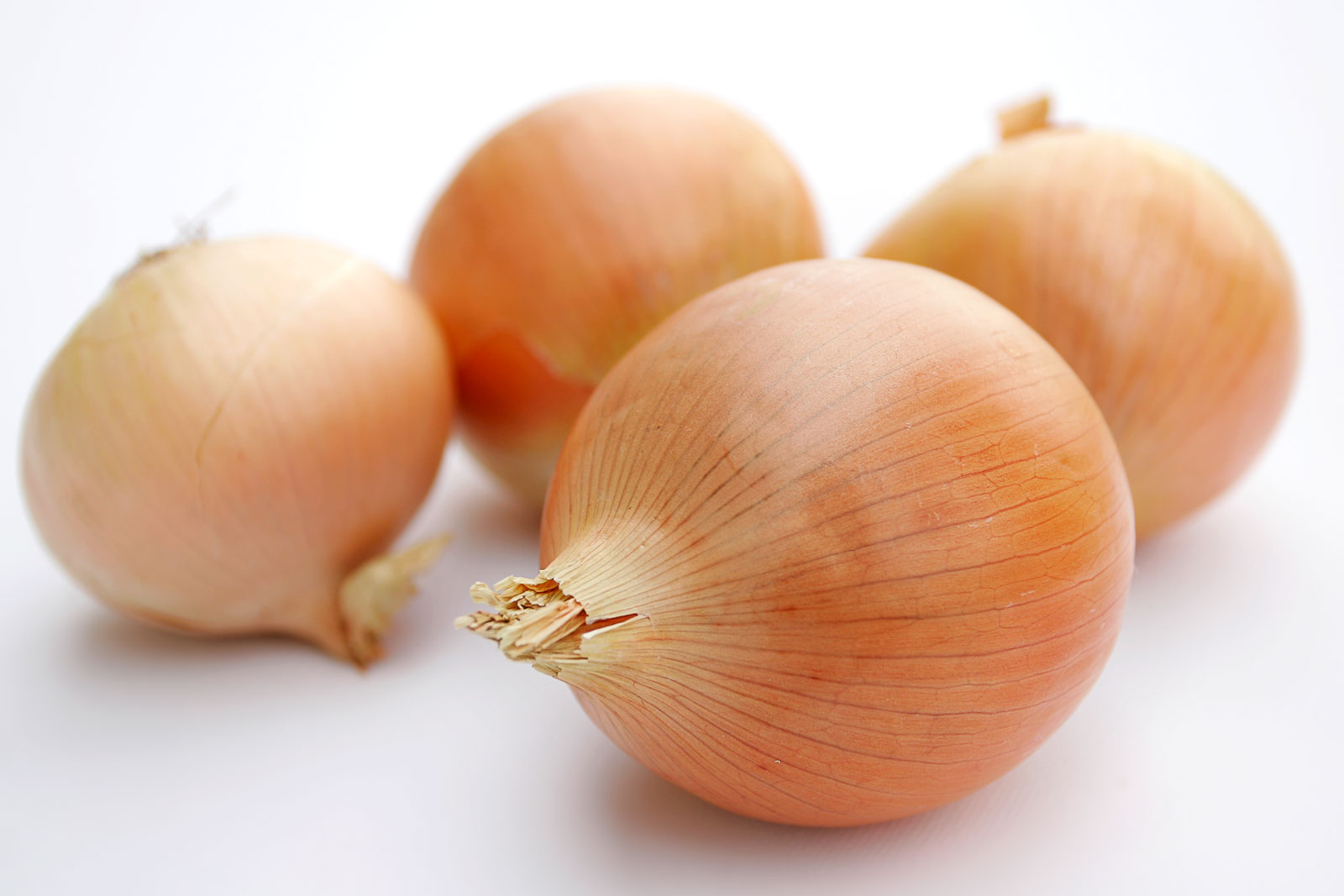
Цибуля ріпчаста

- Селера (Apium graveolens var. rapaceum)
- Цибуля-різанець (Allium schoenoprasum)
- Elephant Garlic[en] (Allium ampeloprasum var. ampeloprasum)
- Фенхель (Foeniculum vulgare var. dulce)
- Часник (Allium sativum)
- Allium tuberosum (Allium tuberosum)
- Кольрабі (Brassica oleracea var gongylodes)
- Allium ampeloprasum (Allium ampeloprasum var. kurrat)
- Лемонграсс (Cymbopogon citratus)
- Цибуля порей (Allium porrum)
- Nopal[en] (Opuntia ficus-indica)
- Цибуля (Allium cepa)
- Перлова цибуля (A. ampeloprasum var. sectivum)
- Potato onion[en] (Allium cepa L. var. aggregatum G. Don)
- Цибуля шалот (Allium ascalonicum)
- Цибуля багатоярусна (Allium × proliferum)
- Батун (Allium fistulosum)
- Черемша (Allium ursinum)

## Root and tuberous vegetables
- Аракача (Arracacia xanthorrhiza)

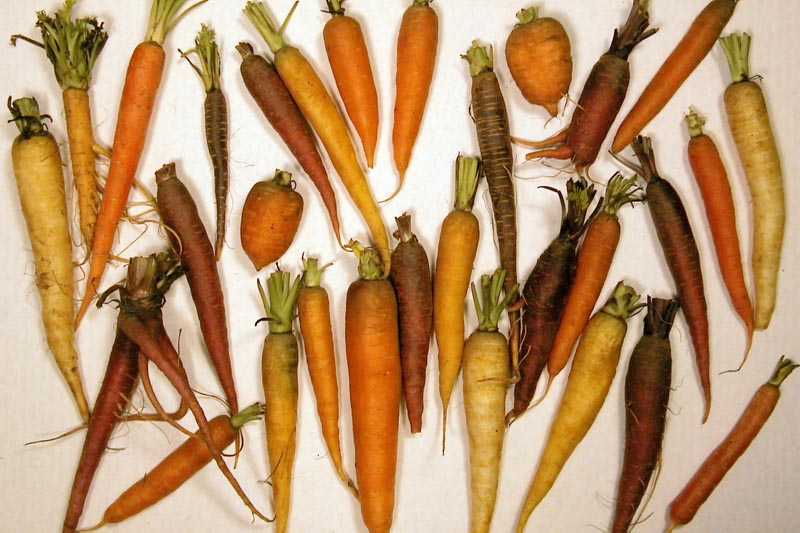
Морква буває найрізноманітніших форм і розмірів, а також відрізняється за кольором, у тому числі може бути помаранчевою, білою та фіолетовою.

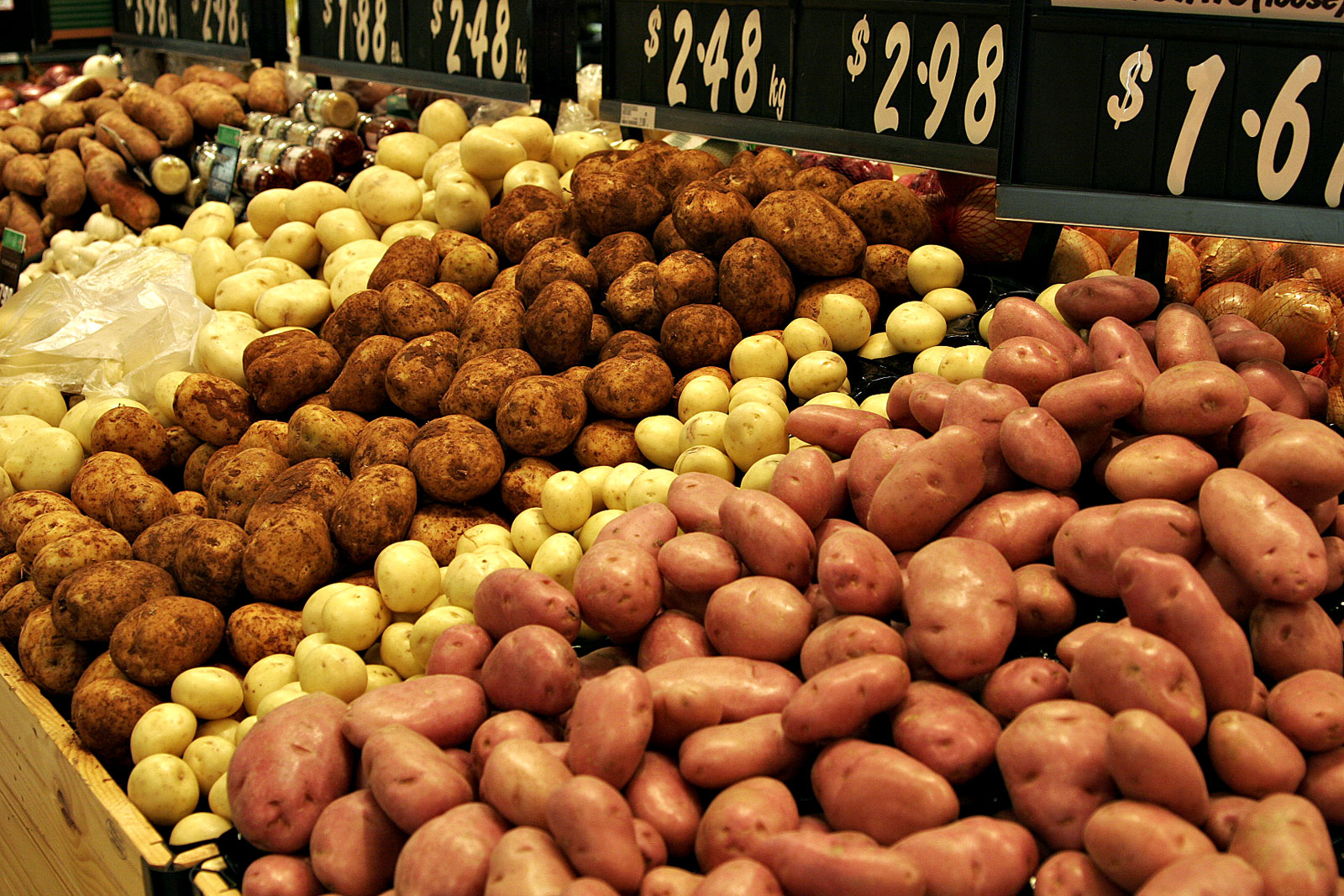
Картопля є одним з найбільш часто використовуваних основних харчових продуктів.

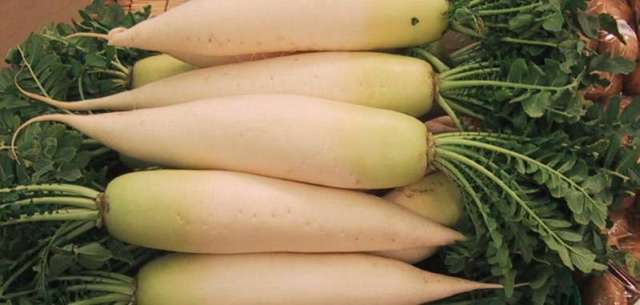
Дайкон

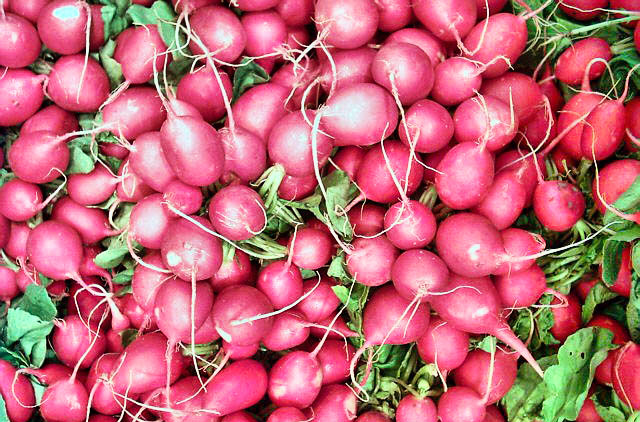
Редиска

- Бамбукові паростки (Bambusa vulgaris and Phyllostachys edulis)
- Буряк столовий (Beta vulgaris subsp. vulgaris)
- Лопух (Arctium lappa)
- Broadleaf arrowhead[en] (Sagittaria latifolia)
- Camassia[en] (Camassia)
- Канна (Canna spp.)
- Морква (Daucus carota)
- Маніок їстівний (Manihot esculenta)
- Chinese artichoke[en] (Stachys affinis)
- Дайкон (Raphanus sativus Longipinnatus group)
- Чина (Lathyrus tuberosus)
- Amorphophallus paeoniifolius[en] (Amorphophallus_paeoniifolius)
- Калган (Alpinia galanga)
- Імбир (Zingiber officinale)
- Петрушка (Petroselinum crispum var. tuberosum)
- Хрін (Armoracia rusticana)
- Топінамбур (Helianthus tuberosus)
- Хікама (Pachyrhizus erosus)
- Tropaeolum tuberosum (Tropaeolum tuberosum)
- Пастернак (Pastinaca sativa)
- Картопля (Solanum tuberosum)
- Psoralea esculenta (Psoralea esculenta)
- Редиска (Raphanus sativus)
- Бруква (Brassica napus Napobrassica group)
- Скорцонера (Scorzonera hispanica)
- Батат (Ipomoea batatas)
- Таро (Colocasia esculenta)
- Ti[en] (Cordyline fruticosa)
- Смикавець їстівний (Cyperus esculentus)
- Куркума (Curcuma longa)
- Турнепс (Brassica campestris L. var. rapa)
- Ульюко бульбоносна (Ullucus tuberosus)
- Васабі (Wasabia japonica)
- Водяний горіх (Trapa natans)
- Eleocharis dulcis (Eleocharis dulcis)
- Якон (Smallanthus sonchifolius)
- Ямс (Dioscorea spp.)[1]